# Georges Durand (1855-1942)
Pour les articles homonymes, voir Georges Durand (homonymie) et Durand.
Georges Durand est archiviste et historien français, membre de la Société des antiquaires de Picardie, né à Remiremont le 30 mai 1855, et mort dans la même ville le 15 mai 1942.

## Biographie

### Années de formation
Jules Marie Georges Durand, né à Remiremont, il y a fait ses études primaires, puis ses études secondaires à Nancy où il a obtenu sa licence en droit. Il est entré dans l'École des chartes en 1879 où il a eu pour maître le comte Robert de Lasteyrie pour l'archéologie, Léon Gautier pour la paléographie et Paul Meyer pour les textes en ancien français. Il est sorti quatrième de sa promotion en janvier 1883 après avoir présenté sa thèse sur L'architecture religieuse du pays de Vosges (1000-1250). Il y a eu pour condisciple Roland Delachenal, Ernest Langlois, Germain Lefèvre-Pontalis, Alfred Martineau et Louis Farges.

### Carrière professionnelle
Il est nommé archiviste du département de la Somme le 10 janvier 1884. Il se marie en 1885 à Amiens. La Picardie devient sa province d'adoption mais il continue à revenir chaque année dans la maison paternelle.
Comme archiviste du département de la Somme, il a copié les textes pour l'impression de l'inventaire. Il a permis de publier six gros volumes d'inventaires des archives départementales (séries B, C, D, E, G) qui sont entièrement de lui et deux autres (E supplément et L) achevés par son successeur. Il a aussi permis de publier sept volumes de l'inventaire des archives communales d'Amiens. Il est l'auteur d'une monographie sur la cathédrale Notre-Dame d'Amiens en trois volumes publiée u tout début du XXe siècle.
Il est nommé conservateur des antiquités et des objets d'art du département de la Somme en 1910.

### Académicien
Il est membre de la Société des antiquaires de Picardie à partir de 1884. Il en a été président en 1889 et 1890, de 1901 à 1903, en 1925 et 1926. Il en est nommé président d'honneur en 1934. Il a aussi été membre des Rosati picards. 
Il est reçu membre de l'Académie des sciences, des lettres et des arts d'Amiens par élection le 22 mars 1895.
Il est élu membre correspondant de l'Académie des inscriptions et belles-lettres en 1904. Il est membre du Comité des travaux historiques et scientifiques la même année.
Il est admis à la retraite de son poste d'archiviste de la Somme le 1er janvier 1919, mais il a continué à gérer les archives jusqu'à la nomination de son successeur, en novembre.
En juillet 1939, il a quitté Amiens pour se retirer à Remiremont où il est mort.

## Décoration
- Chevalier de la Légion d'honneur, le 2 avril 1912[3]

## Publications
- Architecture religieuse du pays de Vosges (1000-1250), 1883 (lire en ligne), p. 53-56
- Documents pour servir à l'histoire de la Révolution française dans le département de la Somme. États généraux de 1789. Élections. Rédaction des cahiers, t. 1, Amiens, Typographie et lithographie T. Jeunet, 1888 (lire en ligne), t. 2, 1888 (lire en ligne), t. 3, 1902 (lire en ligne), t. 4, 1904 (lire en ligne), t. 5, Délibérations du Conseil du département (1re partie), 1909 (lire en ligne)
- Monographie de l'église Notre-Dame, cathédrale d'Amiens, t. 1. Histoire et description de l'édifice, Amiens/Paris, Imprimerie Yvert et Tellier/Librairie A. Picard et fils, 1901, X, 535 et 48 planches (lire en ligne), t. 2. Mobilier et accessoires, 1903, p. VIII, 664 <mall>(lire en ligne), Atlas, 1903, 111 planches
- « Les Lannoy, Folleville, et l'art italien dans le nord de la France », Bulletin Monumental, t. 70,‎ 1906, p. 329-404 (lire en ligne)
- Georges Durand et Eugène Lefèvre-Pontalis, « Le plan d'une monographie d'église et le vocabulaire archéologique », Bulletin Monumental, t. 71,‎ 1907, p. 136-159 (lire en ligne)
- « La question des origines du style gothique flamboyant ; lettre de M. Georges Durand, à propos d'un arc-boutant de la cathédrale d'Amiens », Bulletin Monumental, t. 73,‎ 1909, p. 127-130 (lire en ligne)
- L'architecture religieuse et civile en Picardie : résumé historique, lu à la séance du 15 juin 1906, Conférence des Rosati Picards, 1906 (lire en ligne)
- Imagiers et sculpteurs en Picardie : résumé historique lu à la séance du 23 avril 1909, Conférence des Rosati Picards (lire en ligne)
- La peinture et les arts industriels en picardie : résumé historique lu à la séance du 26 mai 1911, Conférence des Rosati Picards, 1911 (lire en ligne)
- L'art de la Picardie, Paris, Fontemoing et Cie éditeurs, 1913, 72 p. (lire en ligne)
- « Pierre Tarisel maître maçon du roi, de la ville et de la cathédrale d'Amiens (1472-1510) », Mémoires de l'Académie des sciences, des lettres et des arts d'Amiens, t. 44,‎ 1897, p. 1-59 (lire en ligne)
- Inventaire sommaire des Archives départementales antérieures à 1790. Somme, t. 1. 1er volume. Archives civiles. Série B. Cours et juridictions 1B1 à 1B60. Bailliage d'Amiens. Registres aux chartes et aux édits, Amiens, Imprimerie du "Progrès de la Somme", 1920, 2e éd. (lire en ligne)
- Inventaire sommaire des Archives départementales antérieures à 1790. Somme, t. 2. Archives civiles. Série C. Administrations provinciales, no 1 à 952, Amiens, Imprimerie Picarde, 1888 (lire en ligne)
- Inventaire sommaire des Archives départementales antérieures à 1790. Somme, t. 3. Archives civiles. Série C. Administrations provinciales, no 953 à 1975, Amiens, Imprimerie B. Redonnet, 1892 (lire en ligne)
- Inventaire sommaire des Archives départementales antérieures à 1790. Somme, t. 4. Archives civiles. Série C. Administrations provinciales, no 1976 à 2230. D. E, Amiens, Imprimerie typographique B. Redonnet, 1897 (lire en ligne)
- Inventaire sommaire des Archives départementales antérieures à 1790. Somme, t. 5. Archives ecclésiastiques. Série G (no 1 à 1169), Amiens, Imprimerie typographique et lithographique G. Redonnet fils, 1902 (lire en ligne)
- Inventaire sommaire des Archives départementales antérieures à 1790. Somme, t. 6. Archives ecclésiastiques. Série G (no 1170 à 3044), Amiens, Imprimerie typographique et lithographique G. Redonnet fils, 1910 (lire en ligne)
- Département de la Somme. Ville d'Amiens. Inventaire sommaire des archives communales antérieures à 1790, t. 1. Série AA, Amiens, Imprimerie typographique et lithographique Piteux frères, 1891 (lire en ligne)
- Georges Durand (publié par), Tableaux et chants royaux de la Confrérie du Puy Notre Dame d'Amiens reproduits en 1517 pour Louise de Savoie, duchesse d'Angoulême, Amiens/Paris, Imprimerie Yvert et Tellier/Librairie Picard fils et Cie, 1911 (lire en ligne)
- Georges Durand, Églises romanes des Vosges, Paris, Edouard Champion, 1913, VIII, 396 p. (lire en ligne)
- « Le Grand Portail de la cathédrale d'Amiens », Mémoires de l'Académie des sciences, des lettres et des arts d'Amiens. Année 1899, t. 46,‎ 1900, p. 163-185 (lire en ligne)
- « Une famille d'ouvriers d'art amiénois, les Darly », Mémoires de l'Académie des sciences, des lettres et des arts d'Amiens. Années 1916 à 1919, t. 42,‎ 1921, p. 1-71 (lire en ligne)
- « Musiciens amiénois du temps passé », Mémoires de l'Académie des sciences, des lettres et des arts d'Amiens. Année 1924, t. 66,‎ 1925, p. 1-56 (lire en ligne)
- « Les tailleurs d'images d'Amiens, du milieu du XVe siècle au milieu du XVIe. Notes biographiques », Bulletin Monumental, t. 90, no 3,‎ 1931, p. 333-370 (lire en ligne), « Les tailleurs d'images d'Amiens du milieu du XVe siècle au milieu du XVIe. Notes biographiques. (Suite et fin) », Bulletin Monumental, t. 91, no 1,‎ 1932, p. 5-37 (lire en ligne)
- L'église Saint-Pierre des Dames de Remiremont, Épinal, Imprimerie Fricotel, 1929-1931, 2 vol., compte-rendu par François Deshoulières, « L'église Saint-Pierre des Dames de Remiremont », Bulletin Monumental, t. 88,‎ 1929, p. 527-528 (lire en ligne)
- Raoul de Rouvroy et Georges Durand (publié par), Ordinaire de l'église Notre-Dame, cathédrale d'Amiens (1291), Société des antiquaires de Picardie, 1934, LXXII, 605 (lire en ligne)
- « Richard de Gerberoy, évêque d'Amiens. Ce qu'on peut savoir de son œuvre littéraire », Bibliothèque de l'École des chartes, t. 99,‎ 1938, p. 268-296 (lire en ligne)

Il a rédigé plusieurs notices publiées dans les ouvrages de La Picardie historique et monumentale.